# Бероунка
Бероунка (Berounka) — річка на заході Чехії, найбільша притока Влтави. Довжина річки — 139,45 км, площа її водозбірного басейну — 8854,22 км2; частина річки лежить на території Баварії.
На річці розташовані міста Пльзень, Бероун, Ржевніце, Добржіховіце і Черношице.